# 木谷良平
木谷 良平（きや りょうへい、1989年4月7日 - ）は、福岡県北九州市小倉北区出身の元プロ野球選手（投手）。右投右打。

## 経歴
小倉高時代は、4番エースとして活躍。3年時の夏は、福岡県予選ベスト8で敗退。甲子園出場経験は無し。プロ志望届を提出したが指名漏れとなった。
高校卒業後は、九州地区大学野球連盟に加盟する日本文理大学に進学。2年時の2009年、第58回全日本大学野球選手権大会でベスト8進出を果たす。
2011年10月27日、プロ野球ドラフト会議で東京ヤクルトスワローズから2位指名を受けた。明治神宮野球大会の出場を懸けた九州大学野球選手権大会の決勝トーナメントの開会式に出席するために訪れていた福岡Yahoo! JAPANドームで指名の連絡を受け、球場で記者会見を開いた。
2012年は一軍での登板は無く、二軍でも防御率6点台と振るわなかった。
2013年は6月3日の千葉ロッテマリーンズ戦でプロ初登板。その後は主にロングリリーフとしての起用が続いた。7月12日の広島東洋カープ戦にて4番手で登板し、2回を無失点に抑えプロ入り初勝利を挙げた。8月の再昇格後は先発に回ってローテに定着し、シーズン終了までに先発で2勝を挙げた。
2014年前半は先発ローテに定着。5月23日の埼玉西武ライオンズ戦でチームトップの4勝目を挙げるなど、不振に苦しむ投手陣の中で活躍を見せていた。しかし徐々に打ち込まれるようになり、防御率が5点台後半まで悪化したため7月から救援に回ったが、それでも投球内容は安定せず、8月26日の広島東洋カープ戦で7失点を喫し1回持たずに降板すると登録抹消となりシーズンを終えた。
2016年10月1日、戦力外通告を受け12月2日に自由契約公示された。その後はヤクルトの打撃投手に転向。

## 選手としての特徴・人物

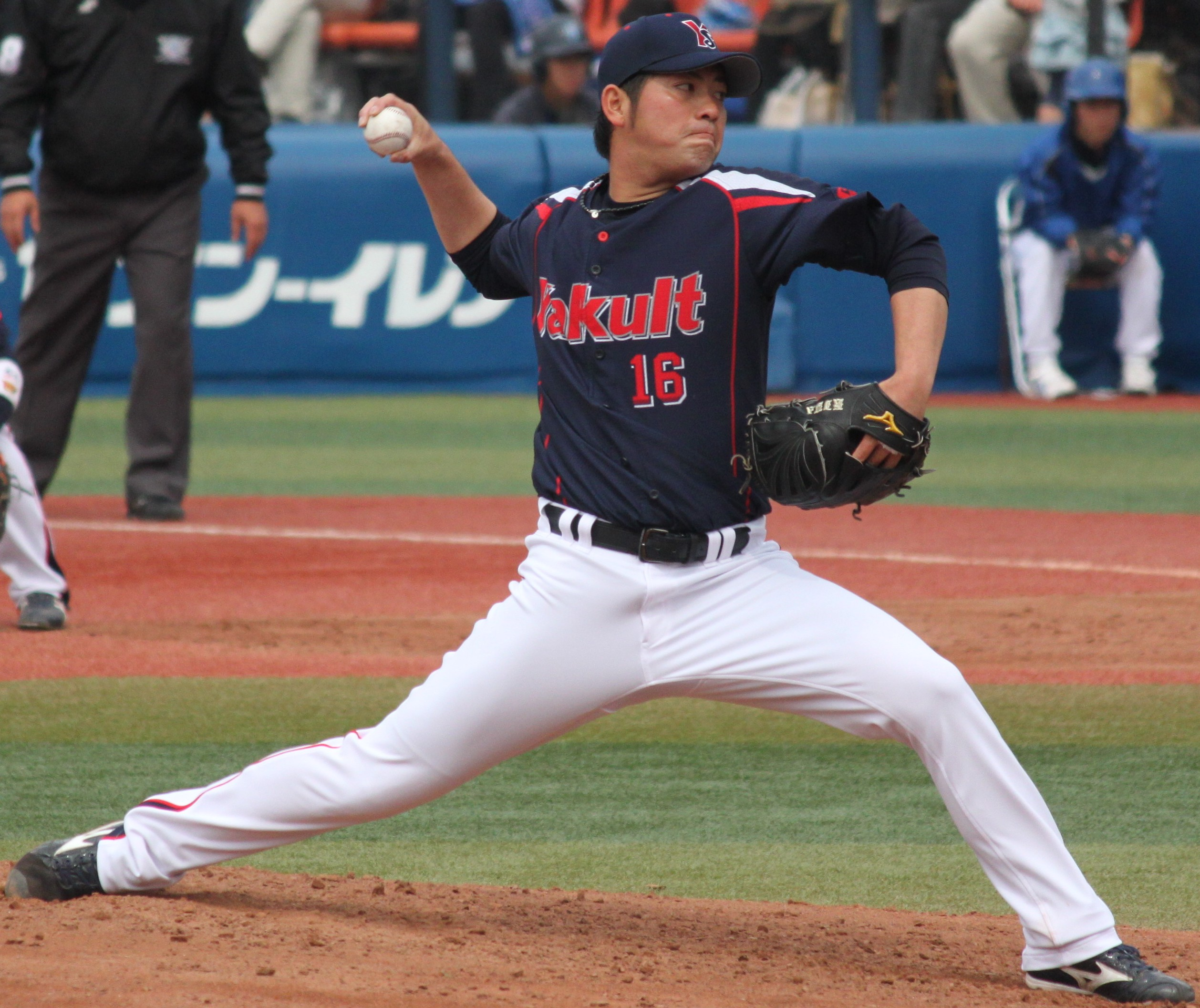
ピッチングフォーム（2014年4月13日）

最速151km/h（プロ入り後の最速は147km/h）のストレートに加え、武器のフォーク・スライダー・シュートといった変化球を操る。
プロ初先発となった2013年8月16日の阪神戦では投球フォームが二段モーションではないかという指摘を受け、その日はクイックモーションで投げ続け7回を投げ1失点に抑えた。
2013年8月30日の横浜戦で先発での初勝利をあげた時のヒーローインタビューではファンに向けての一言に対して、（ファンの皆さまへ）頑張ります! （もう一声）頑張ります! （さらに、もう一声）頑張るぞー!!と答えている。 

## 詳細情報

### 年度別投手成績
| 年 度     | 球 団     | 登 板 | 先 発 | 完 投 | 完 封 | 無 四 球 | 勝 利 | 敗 戦 | セ 丨 ブ | ホ 丨 ル ド | 勝 率 | 打 者 | 投 球 回 | 被 安 打 | 被 本 塁 打 | 与 四 球 | 敬 遠 | 与 死 球 | 奪 三 振 | 暴 投 | ボ 丨 ク | 失 点 | 自 責 点 | 防 御 率 | W H I P |
| --------- | --------- | ----- | ----- | ----- | ----- | -------- | ----- | ----- | -------- | ----------- | ----- | ----- | -------- | -------- | ----------- | -------- | ----- | -------- | -------- | ----- | -------- | ----- | -------- | -------- | ------- |
| 2013      | ヤクルト  | 28    | 8     | 0     | 0     | 0        | 3     | 3     | 0        | 2           | .500  | 333   | 78.2     | 77       | 5           | 24       | 1     | 3        | 55       | 0     | 0        | 36    | 35       | 4.00     | 1.28    |
| 2014      | ヤクルト  | 21    | 11    | 0     | 0     | 0        | 4     | 6     | 0        | 1           | .400  | 288   | 62.0     | 72       | 8           | 33       | 0     | 2        | 35       | 4     | 0        | 50    | 50       | 7.26     | 1.69    |
| 2015      | ヤクルト  | 2     | 0     | 0     | 0     | 0        | 0     | 0     | 0        | 0           | ----  | 15    | 3.0      | 6        | 2           | 0        | 0     | 0        | 2        | 0     | 0        | 3     | 3        | 9.00     | 2.00    |
| 2016      | ヤクルト  | 1     | 0     | 0     | 0     | 0        | 0     | 0     | 0        | 0           | ----  | 5     | 0.2      | 2        | 0           | 1        | 0     | 0        | 1        | 0     | 0        | 2     | 2        | 27.00    | 4.50    |
| 通算：4年 | 通算：4年 | 52    | 19    | 0     | 0     | 0        | 7     | 9     | 0        | 3           | .438  | 641   | 144.1    | 157      | 15          | 58       | 1     | 5        | 93       | 4     | 0        | 91    | 90       | 5.61     | 1.49    |

### 記録
投手記録
- 初登板：2013年6月3日、対千葉ロッテマリーンズ4回戦（QVCマリンフィールド）、5回裏に2番手で救援登板、3回無失点
- 初奪三振：同上、7回裏に井口資仁から空振り三振[8]
- 初ホールド：2013年6月25日、対横浜DeNAベイスターズ7回戦（明治神宮野球場）、8回表2死に5番手で救援登板、1/3回無失点
- 初勝利：2013年7月12日、対広島東洋カープ8回戦（明治神宮野球場）、6回表に4番手で救援登板、2回無失点
- 初先発登板：2013年8月16日、対阪神タイガース15回戦（京セラドーム大阪）、7回1失点で勝敗つかず[9]
- 初先発勝利：2013年8月30日、対横浜DeNAベイスターズ17回戦（明治神宮野球場）、6回2/3を2失点

打撃記録
- 初安打：2013年8月30日、対横浜DeNAベイスターズ17回戦（明治神宮野球場）、3回裏に吉川輝昭から右前安打

### 背番号
- 16（2012年 - 2015年）
- 64（2016年）
- 110（2017年 - ）